# Миллер, Доминик
Доминик Миллер (англ. Dominic Miller; род. 21 марта 1960, Буэнос-Айрес, Аргентина) — аргентинский и английский гитарист, в частности, известен работой со Стингом.

## Биография
Родился в Буэнос-Айресе, провел десять первых лет жизни в Аргентине. После переезда его семьи в Северную Америку жил в Висконсине, где посещал школу «The Prairie School». Через два года семья перебралась в Лондон.
Выходец из музыкальной семьи, Доминик уже в одиннадцать лет был серьёзным гитаристом и в дальнейшем учился в Guildhall School of Music в Лондоне, а по возвращении в Америку — в Berklee College of Music в Бостоне. Также брал уроки у бразильского гитариста и композитора Sebastião Tapajós.
После гастролей и записей с World Party в 1980 году Миллер работает в составе группы King Swamp и гастролирует с ней. Позже работает над сольным альбомом Фила Коллинза «But Seriously». Начиная с 1990 года, Доминик Миллер сыграл гитарные партии во всех записях Стинга, участвуя в каждом его альбоме и туре. Песня в соавторстве со Стингом «Shape of My Heart» стала хитом.
Авторству Миллера также принадлежат другие известные хиты, как, например, «Ronan Keating You Say it Best» из фильма «Notting Hill».
Миллер также был продюсером и исполнителем на сольном альбоме Walter Wray 1993 «Foxgloves and Steel Strings».
Кроме того, Доминик Миллер гастролировал сольно и записал несколько гитарных альбомов. Его первый альбом «First Touch», был выпущен в 1995 году, потом был «Second Nature» (1999) и «New Dawn» (2002). Также выпустил «Third World» (2004) и «Fourth Wall» (2006).
В 2003 году в Великобритании был издан альбом классической музыки «Shapes» с интерпретациями отдельных произведений Баха, Бетховена, Эльгара и Альбинони. В 2004 году альбом «Shapes» появился в мировом прокате. Общие продажи достигли 100 000 экземпляров.
Доминик Миллер играет в собственной группе, в которую входят басист Nicolas Fiszman, пианист Mike Lindup и перкуссионист Rhani Krija, гастролируя по Европе, Южной Америке и Азии и интерпретируя собственные композиции. В настоящее время музыкант живёт во Франции.

## Дискография
- 1995: First Touch
- 1999: Second Nature
- 2002: New Dawn (with Neil Stacey)
- 2003: Shapes
- 2004: Third World
- 2006: Fourth Wall
- 2008: Heartbeats
- 2009: In A Dream (with Peter Kater)
- 2010: November
- 2012: 5th House
- 2014: Ad Hoc
- 2016: Hecho En Cuba
- 2017: Silent Light
- 2019: Absinthe
- 2023: Vagabond